# Исторические графства Англии
Исторические графства Англии (англ. historic counties of England) были созданы норманнами для управления завоёванной страной в большинстве случаев на основе ранних королевств и графств, установленных англосаксами и другими. Они просуществовали как административно-территориальные образования до создания административных графств в 1889 году. Также исторические графства известны как древние графства (англ. ancient counties) или традиционные графства (англ. traditional counties). Там, где они не входят в число современных графств Англии, они также известны как бывшие графства (англ. former counties). Несмотря на это название, некоторые исторических графства по-прежнему считаются культурными регионами и имеют свои собственные графственные дни, графственные флаги и пограничные знаки, многие из которых были созданы или зарегистрированы после того, как эти графства были оставлены в качестве единиц для административных целей.
В отличие от древних боро, которые охватывали городские районы, графства средневековой Англии прежде всего обеспечивали власть центрального правительства, позволяя монархам осуществлять контроль над страной через своих представителей — первоначально шерифов, а затем лордов-наместников — и подчинённых им мировых судей. Первоначально графства использовались для отправления правосудия, сбора налогов и организации вооружённых сил, а затем для местного самоуправления и избрания парламента. Они продолжают формировать основу современного местного самоуправления во многих частях страны вдали от основных городских районов, хотя иногда и со значительными изменениями границ.

## Название
Названия графства обычно получали от административного центра, древнего королевства или области, занятой тем или иным племенем. Большинство английских графств относятся к первой категории, то есть их названия были образованы путём присоединения к названию центрального города суффикса «-шир», например Йоркшир. Название графств, созданных после объединения Англии на месте бывших королевств, не получили этот суффикс, поэтому Кент, бывшее королевство ютов, сохранил название, а не превратился в «Кентшир». Графства, чьё название оканчиваются на суффикс «-секс» (англ. «-sex»), также относятся к этой категории и являются бывшими саксонскими королевствами. Многие из этих названий формировались по направлениям компаса, например, Эссекс произошло от Восточного Саксонского королевства (др.-англ. Ēast Seaxna Rīce). Третья категория включает графства, такие как Корнуолл и Девон, название которых соответствуют племенам, населявшим данную область. Графство Дарем является аномальным с точки зрения наименования и происхождения, не подпадая ни под одну из трёх категорий. Первоначально это был диоцез, который позже был превращён в графство-палатинат, которым правил епископ Даремский. В результате, название «Даремшир» использовалось редко.
Для многих графств существуют общепринятые сокращения. В большинстве случаев они образовались путём простого усечения, обычно с символом «s» в конце, обозначающим «shire», например «Беркс» (англ. «Berks») для Беркшира или «Бакс» (англ. «Bucks») для Бакингемшира. Некоторые аббревиатуры не очевидны, например «Салоп» (англ. «Salop») для Шропшира, «Оксон» (англ. «Oxon») для Оксфордшира, «Хантс» (англ. «Hants») для Хэмпшира и «Нортхантс» (англ. «Northants») для Нортгемптоншира. В официальном контексте названия графств часто указывается с префиксом «Графство» (англ. «County of»), например, «Графство Кент» (англ. «County of Kent»). Графства с суффиксом «-шир» в названии иногда могут его терять, например, Йоркшир может называться «Графство Йорк» (англ. «County of York»), а Беркшир — «Графство Беркс». В то же время суффикс «-шир» может добавляться к названию некоторых графств, например, «Девоншир», «Дорсетшир» и «Сомерсетшир», несмотря на их происхождение.

## История
Англия была впервые разделена на административные области римлянами, которые для проведения границ обычно использовали географические особенности, такие как реки. До их прибытия существовали племенные области, но их границы постоянно менялись. После распада Римской Британии около 410 года созданные римлянами области, как правило, сохранились, иногда трансформировавшись в мелкие королевства, такие как Думнония и Элмет. Области, которые позже стали английскими графствами, начали формироваться вскоре после этого. Первым стало Королевство Кент, основанное ютами приблизительно в 445 году. В южной Англии «ширы» появились из более ранних так называемых «субкоролевств» как часть административной структуры Уэссекса, который затем навязал свою систему графств (широв), городов (боро) и элдорменов Мерсии после того, как та в IX веке оказалась под контролем Западносаксонского королевства. Когда в 927 году «Гептархию» сменило объединённое Королевство Англии, стало необходимо разделить страну на административные области, для чего из ранних королевств были созданы графства («ширы»). После нормандского завоевания всё королевство было заново разделено на графства («каунти»). Историк XII века Уильям из Малмсбери насчитал тридцать два графства, хронист XIII века Роберт из Глостера — тридцать пять, Генри из Хантингдона — тридцать семь. В большинстве случаев графства в средневековые времена управлялись шерифами (производное от «шир» и «рив», «shire-reeve») от имени монарха. После нормандского завоевания «ширы» на французский манер превратились в «каунти», «районы, находящиеся под контролем графа».
Хотя к моменту завоевания Гильомом Бастардом вся Англия была разделена на ширы, формирование графств продолжалось вплоть до XVI века. Из-за различного происхождения графства значительно различались по размеру. Границы графств были довольно статичными в период между Законами об Уэльсе XVI века и Законом о местном самоуправлении 1888 года. Каждое графство отвечало за сбор налогов для центрального правительства, местную оборону и правосудия через ассизы (суды присяжных).

### Южная Англия
В Южной Англии графства были главным образом округами Королевства Уэссекс и во многих областях представляли собой аннексированные, ранее независимые, королевства или племенные территории. «Каунти» Кент ранее было Королевством Кент, а Эссекс, Сассекс и Мидлсекс происходят от восточных саксов, южных саксов и средних (то есть живущих между Уэссексом и Эссексом) саксов. Норфолк и Саффолк представляли «Северный народ» и «Южный народ» Королевства Восточной Англии. Только одно графство на южном побережье Англии получило суффикс «-шир», Хэмпшир, названный в честь бывшего города Хамвик (др.-англ. Hamwic). Дорсет и Сомерсет были названы по городам Дорчестер и Сомертон соответственно, названия были впервые использованы саксами в IX веке. Девон и Корнуолл получили название от кельтских племён, населявших эти территории, и известных на латыни, как Думнонии и Корновии, в последнем случае с суффиксом wealas, что означает «чужаки» на языке древных саксов.

### Мидлендс
Мерсия в X веке после захвата Уэссексом была разделена на ширы примерно одинакового размера. Они, как правило, назывались по главному городу с добавлением суффикса «-шир», например, Нортгемптоншир от города Нортгемптон и Уорикшир от города Уорик. В некоторых случаях оригинальные названия были изменены, так, Чешир был первоначально «Честерширом» по городу Честер.
Считается, что границы «каунти» на востоке Мидлендса ведут своё происхождение от границ проведённых данами при разделе Данелага, завоёванного ими в IX веке. Ратленд был территорией сокменов, связанной с Ноттингемширом, но в конечном итоге стал графством. Линкольншир был преемником Королевства Линдси и присоединил к себя территории Кестивена и Холланда, когда Стамфорд оказался единственным боро Данелага, который не стал административным центром.

### Северная Англия
Большая часть Нортумбрии также была разделена на ширы, самым известными из которых были Халламшир и Крейвен. Нормандцы, захватив Англию, переделили северную часть страны заново, и поэтому англосаксонские ширы Северной Англии обычно не относят к древним графствам. Огромное графство Йоркшир стало де-факто преемником Королевства Йорк, созданного скандинавскими захватчиками во второй половине IX века. Во время составления Книги Страшного суда в XI веке в него были включены земли, позднее ставшие частью северного Ланкашира, а также части Камберленда и Уэстморленда. Большая часть Камберленда и Уэстморленда находились под шотландским правлением до 1092 года. После покорения нормандцами Северной Англии (1069—1070) большая часть Севера осталась безлюдной и была включена в Чешир и Йоркшир. Однако есть разногласия среди историков относительно статуса некоторых из этих земель. Так, земли между реками Риббл и Мерси, упоминаемые в Книге страшного суда по латински «Inter Ripam et Mersam», были включены в состав Чешира как возвращаемые. Означает ли это, что данные земли была частью Чешира и ранее, осталось неясным. Статус северо-востока Нортумбрии, который позже стал графствами Дарем и Нортамберленд, не был в то время зафиксирован.
Камберленд, Уэстморленд, Ланкашир, Дарем и Нортамберленд стали графствами только в XII веке. Так, создание графства Ланкашир может быть прочно датировано 1182 годом. Часть области епископов Дарема, Хексемшир, была отделена и считалась независимым графством до 1572 года, когда её включили в Нортамберленд.

## Валлийская граница
Во время составления Книги Страшного суда некоторые части того, что позже стало Уэльсом, были записаны как части английских графств. Например, Монмут был включён в состав Херефордшира. Кроме того, в Книге Страшного суда в состав Чешира были включены районы, которые позже стали частью Уэльса, включая две сотни Чешира и южную часть сотни Даддестана, которая позже стала известна как часть области Майлор на англо-валлийской границе. Части Валлийской марки, которые после завоевания нормандцами управлялись лордами-наместниками в значительной степени независимо от английского короля, были включены в английские графства Шропшир, Херефордшир и Глостершир в 1535 году.
Была историческая двусмысленность относительно статуса графства Монмутшир. В Законах о Уэльсе 1535 и 1542 годов оно упоминается «графство или доминион Уэльса» (англ. Country or Dominion of Wales), при этом, ни этот акт, ни какой-либо другой не отделял Монмутшир конкретно от Уэльса и не добавлял его в Англию. Позже, Монмутшир был включён в Оксфордский круг английских ассизов. Начиная с 1536 года, законы, относящиеся только к Уэльсу, применялись к «Уэльсу и Монмутширу», и в большинстве случаев это графство рассматривалось как часть Уэльса. В то же время, вплоть до 1950 года Монмутшир включался в число английских графств для парламентских выборов и до 1974 года для выборов в местные органы власти, при этом, Закон о местном самоуправлении 1972 года однозначно включал этот район в Уэльс.

## Города-графства
В средние века ряд крупных городов Англии получили статус самоуправляемых «каунти», отделённых от соседних графств. Такие образования стало известным как «графство само по себе» (англ. county of itself) или город-графство. В большинстве случаев города-графства сохраняли свой особый статус до конца XIX века, когда были введены боро-графства.
В 1130 году король Генрих I принял устав Лондона, по которому лондонский Сити получил собственного шерифа. Юрисдикция лондонского шерифа также распространялась на графство Мидлсекс, так что с того времени Лондон и Миддлсекс с административной точки зрения расценивались как единая территориальная единица, хотя и сохраняли свою отдельную идентичность. Эти отношения продолжались до тех пор, пока в 1888 году не был принят новый закон о местном самоуправлении, который ввёл должность Главного шерифа Миддлсекса, назначаемого так же, как в других округах Англии и Уэльса, создал графство в Лондоне со своим собственным шерифом и ограничил юрисдикцию шерифов лондонского Сити.
В средневековье Бристоль развивался как крупный порт, со временем заняв оба берега реки Эйвон, по которой проходила древняя граница между Глостерширом и Сомерсетом. В 1373 году Эдуард III постановил:
«…упомянутый город Бристоль с его пригородами и их участком, поскольку границы теперь существуют, впредь должен быть отделён и освобождён во всех отношениях от упомянутых графств Глостера и Сомерсета на суше и в воде; это будет графство само по себе и навсегда называться графством Бристоль…»
Позднее аналогичный статус получили Норвич (1404), Саутгемптон (1447), Кентербери (1471), Глостер (1483), Эксетер (1537) и Пул (1571). Статус «каунти» также был предоставлен Линкольну (1409), Ноттингему (1448), Личфилду (1556) и Вустеру (1622). В 1451 году Ковентри был отделён от Уорикшира, став городом-графством вместе с прилегающей сельской местностью.
Отдельный статус города-графства также был предоставлен Честеру (1238 или 1239), Йорку (1396), Ньюкаслу (1400) и Халлу (с прилегающим районом Халлшир) (1440). В 1551 году статус «графства само по себе» получил Берик на границе с Шотландией.

## Отдельные части
Для древних графств было характерно наличие большого числа эксклавов, когда то или иное поселение было политически частью «каунти», с которым не было физически связано. Первая попытка изменить ситуацию была предпринята во время Великой реформы, но тогда изменения в основном коснулись избирательных округов. В 1844 году был принят Закон об отдельных частях графств (англ. Counties (Detached Parts) Act 1844), который значительно изменил их границы, упразднив множество эксклавов. В частности, эксклавы графства Дарем в Островном графстве, Бедлингтоншире и Норемшире были включены в Нортамберленд; эксклав Шропшира Хейлсоуэн был передан Вустерширу.
Эксклавы, которых не коснулся Закон 1844 года, включали часть Дербишира вокруг Донисторпа, расположенный в Лестершире; большинство крупных эксклавов Вустершира, включая город Дадли, который остался в окружении Стаффордшира. Кроме того, Фернесс, часть Ланкашира, остался отделённым от остальной части своего графства узкой полосой Уэстморланд, имея доступ к Ланкаширу лишь через ватты залива Моркам.

## 1889
Когда в 1889 году в ходе административно-территориальной реформы были созданы первые советы графств, они охватили вновь созданные территориальные единицы, названные административными графствами. Новые органы власти помимо исторических графств также получили и другие образования, в частности, отдельные ридинги Йоркшира, отдельные части Линкольншира, Восточный и Западный Сассекс. В Законе о местном самоуправлении 1888 также содержалась формулировка о создании как «нового административного графства», так и «графства» в Лондоне, а также обеспечения того, чтобы боро-графства, которые были созданы в то же время, продолжались в неадминистративных целях из графства, частью которого они ранее были. Эти графства должны были использоваться для любых целей, будь то обеспечение правосудия, правопорядка или других. Эффект заключался в том, что боро-графства, которые ранее были городами-графствами, сохранили свой статус отдельных графств. В ретроспективе эти «статутные» графства могут быть идентифицированы как предшественники церемониальных графств Англии.
Несколько городов были исторически разделены между графствами, в том числе, Банбери, Бертон-апон-Трент, Ньюмаркет, Питерборо, Ройстон, Стамфорд, Тамуэрт, Тодморден и Уоррингтон. В Ньюмаркете и Тамуэрте границы графств проходила прямо посередине главной улицы, а в Тодмордене ратуша была построена прямо на границе между Ланкаширом и Йоркширом. Закон 1888 года гарантировал, что каждый городской санитарный округ будет считаться частью одного графства. Этот принцип был сохранен и в XX веке: когда в результате урбанизации города Бирмингем, Манчестер, Рединг, Шеффилд и Стокпорт вышли за границы расширились своих графств, присоединившиеся к ним районы стали частью других графств.

## 1965 и 1974
1 апреля 1965 года был создан новый административный район — Большой Лондон. Результатом стало упразднение административных графств Лондон и Миддлсекс, в то же время к новому образованию были присоединены районы соседних графств. В тот же день путём объединения административных графств были образованы два новых графства, Кембриджшир и остров Или, Хантингдон и Питерборо.
В 1974 году была проведена крупная реформа местного самоуправления. В её рамках были упразднены административные графства и боро-графства, а Англия, за исключением Большого Лондона и островов Силли, заново разделена на графства двух типов: метропольные и неметропольные. Несколько административных графств, таких как Камберленд, Херефордшир, Ратленд, Уэстморленд и Вустершир, исчезли с административной карты, а в дополнение к шести новым метропольным графствам появились новые, такие как Эйвон, Кливленд, Камбрия и Хамберсайд.
Одной из проблем, порождённых ростом городов, стало то, что новые городские районы нередко возводились на территории соседних графств, одновременно шёл процесс формирования конурбаций. Примерами могут быть конурбации Борнмут—Пул—Крайстчерч (графства Дорсет и Гэмпшир), Большой Манчестер (Чешир, Ланкашир и Йоркшир), Мерсисайд (Чешир и Ланкашир), Тиссайд (Йоркшир и графство Дарем), Южный Йоркшир (Йоркшир, Ноттингемшир и Дербишир), Тайнсайд (графство Дарем и Нортамберленд) и Уэст-Мидлендс (Шропшир, Стаффордшир, Уорикшир и Вустершир). Сам Большой Лондон располагается на территории сразу пяти древних графств — Эссекс, Хартфордшир, Кент, Миддлсекс и Суррей, а Лондонский городской район расползается в Бакингемшир и Беркшир. Закон о местном самоуправлении 1972 года стремился в целом объединить поселения в пределах одного графства, сохранив при этом исторические границы графства, насколько это было практически возможно.

## Функции
К концу средневековья графства использовались для выполнения ряда функций:
- Отправление правосудия и правоприменение
- Оборона
- Выборы парламента
- Местное управление

Суды присяжных (ассизы) действовали во всех графствах или их основных подразделениях. Начиная с короля Ричарда Львиное Сердце в каждом графстве назначались мировые судьи, в то время называемые «хранители мира» (англ. Keepers of the Peace). Во главе правовой иерархии каждого графства стояли Высокий шериф (англ. High Sheriff) и Custos rotulorum («хранитель свитков»).
Судьи отвечали за содержание тюрем и домов исправления. В XIX веке реформаторы добились принятия Закона о тюрьмах 1877 года, в соответствии с которым их передали под контроль Министерства внутренних дел.
До XIX века правоохранительные органы в основном существовали на уровне приходов. Однако со временем система устарела. После успешного опыта создания городской полиции в Лондоне, было решено формировать правоохранительные органы общие для всего графства.
В 1540-х годах была учреждена должность лорда-наместника, которым были передана полномочия по сбору и организации милиции (ополчения) в каждом графстве, ранее осуществлявшиеся шерифами. Впоследствии лордам-наместникам была передана ответственность за Волонтёрские силы. В 1871 году лорды-наместники потеряли позиции начальников милиции и их служба стала в значительной степени церемониальной.
Каждое английское графство отправляло в Палату общин двух Рыцарей Шира в дополнение к представителям боро. Избирательная реформа 1832 года перераспределил парламентские представительство во всех графствах, многие из которых также были разделены на избирательные округа. Постоянные округа, основанные на границах древних графств, просуществовали до 1918 года.
Начиная с XVI века графство всё чаще использовалось как единица местного самоуправления, поскольку мировые судьи помимо судебных функций также исполняли различные административные функции, известные как «дело графства» (англ. county business). К XIX веку магистраты графств осуществляли полномочия в отношении лицензирования торговли пивом, строительства мостов, тюрем и приютов, надзора за дорогами, общественными зданиями и благотворительными учреждениями, а также регулирование мер и весов. Судьи также были уполномочены взимать местные налоги для финансирования этих мероприятий. В 1739 году сбор налогов передали под контроль казначея округа (англ. county treasurer). Строительство и содержание дорог и мостов было передано в ведение наёмного инспектора графства (англ. county surveyor).

## Административное деление графств
Некоторые графства делились на крупные административные единицы. Из них наиболее значительными были районы Йоркшира, так называемые «ридинги»: Восточный, Западный и Северный. Помимо них существовал Эйнсти Йорк, исторический район рядом с городом Йорком, выделенным из состава Западного ридинга. Учитывая размеры Йоркшира, самого большого английского графства, его ридинги со временем стали известны как географические термины, совершенно отличные от их первоначальной роли административных единиц. Второе по величине графство Англии, Линкольншир, было разделено на три исторические «части» (англ. parts): Линдси, Холланд и Кестивен. Более мелкие графства часто делились на две части, так Суссекс включал Восточный и Западный Суссекс, Суффолк — Восточный и Западный Суффолк, Кент неофициально делился на Восточный Кент и Западный.
Некоторые графства делились на либерти или соксы, которые вводились отдельно. Подобный статус имели остров Или в Кембриджшире и Питерборо в Нортгемптоншире.
Большинство графств Англии были разделены на более мелкие единицы, называемые сотнями. Восточные графства (Йоркшир, Дербишир, Лестершир, Нортгемптоншир, Ноттингемшир, Линкольншир и Ратленд) были разделены на уэпентейки (англ. wapentake, термин датского происхождения), в то время как Дарем, Нортамберленд, Камберленд и Уэстморленд были разделены на уорды, районы, первоначально организованные для военных целей, центром каждого из которых был замок. В Кенте и Сассексе были административные единицы промежуточного уровня между их главными единицами и сотнями, известными как лэт (англ. lathe) в Кенте и рейпы (англ. rape) в Сассексе. Сотни или их эквиваленты делились на десятины и приходы (единственная средневековая административная единица по-прежнему используемая в Англии), которые, в свою очередь, были разделены на посёлки и поместья. Боро и приходы были основными поставщиками местных услуг по всей Англии до создания специальных советов, а затем и местных органов власти.

## Список исторических графств
Во время реформы местном самоуправлении 2009 года часть древних графств сохранились пусть и со значительно изменёнными границами, превратившись в церемониальные и неметропольные графства. Некоторые из исторических графств сохранили свои названия, например, Йоркшир в Северном Йоркшире и Западном Йоркшире, или теперь соответствуют другому типу подразделения, например, район Хантингдоншир, ставший неметропольным районом графства Кембриджшир. В некоторых случаях древние графства были ликвидированы, а затем возрождены. Ниже приведён список исторических графств, существовавших в XIX веке:
| Графство       | Английское название | Другое название                         | Сокращённо       | Дополнительный статус                       | Ранг | Современный статус (2010)               |
| -------------- | ------------------- | --------------------------------------- | ---------------- | ------------------------------------------- | ---- | --------------------------------------- |
| Бакингемшир    | Buckinghamshire     | County of Buckingham                    | Bucks            |                                             | 33   | Существует                              |
| Бедфордшир     | Bedfordshire        | County of Bedford                       | Beds             |                                             | 36   | Существует                              |
| Беркшир        | Berkshire           | County of Berks                         | Berks            | Королевское графство                        | 34   | Существует                              |
| Вустершир      | Worcestershire      | County of Worcester                     | Worcs            |                                             | 32   | Упразднено в 1974, восстановлено в 1998 |
| Глостершир     | Gloucestershire     | County of Gloucester                    | Glos             |                                             | 17   | Существует                              |
| Гэмпшир        | Hampshire           | County of Southampton, Southamptonshire | Hants            |                                             | 8    | Существует                              |
| Дарем          | Durham              | County of Durham, County Durham         | Co Dur           | Графство-палатинат                          | 21   | Существует                              |
| Девон          | Devon               | Devonshire                              |                  |                                             | 3    | Существует                              |
| Дербишир       | Derbyshire          | County of Derby                         | Derbys           |                                             | 19   | Существует                              |
| Дорсет         | Dorset              | Dorsetshire                             | Dor              |                                             | 23   | Существует                              |
| Йоркшир        | Yorkshire           | County of York                          | Yorks            |                                             | 1    | Упразднено в 1974                       |
| Камберленд     | Cumberland          |                                         | Cumb             |                                             | 11   | Упразднено в 1974                       |
| Кембриджшир    | Cambridgeshire      | County of Cambridge                     | Cambs            |                                             | 25   | Существует                              |
| Кент           | Kent                |                                         |                  |                                             | 9    | Существует                              |
| Корнуолл       | Cornwall            |                                         | Corn             | Герцогство Корнуолл имело статус палатината | 15   | Существует                              |
| Ланкашир       | Lancashire          | County of Lancaster                     | Lancs            | Графство-палатинат                          | 6    | Существует                              |
| Лестершир      | Leicestershire      | County of Leicester                     | Leics            |                                             | 28   | Существует                              |
| Линкольншир    | Lincolnshire        | County of Lincoln                       | Lincs            |                                             | 2    | Существует                              |
| Мидлсекс       | Middlesex           |                                         | Mx, Middx, Mddx  |                                             | 38   | Упразднено в 1965                       |
| Нортамберленд  | Northumberland      |                                         | Northumb, Northd |                                             | 5    | Существует                              |
| Нортгемптоншир | Northamptonshire    | County of Northampton                   | Northants        |                                             | 22   | Существует                              |
| Норфолк        | Norfolk             |                                         | Norf             |                                             | 4    | Существует                              |
| Ноттингемшир   | Nottinghamshire     | County of Nottingham                    | Notts            |                                             | 26   | Существует                              |
| Оксфордшир     | Oxfordshire         | County of Oxford                        | Oxon             |                                             | 31   | Существует                              |
| Ратленд        | Rutland             | Rutlandshire                            | Rut              |                                             | 39   | Упразднено в 1974, восстановлено в 1997 |
| Сомерсет       | Somerset            | Somersetshire                           | Som              |                                             | 7    | Существует                              |
| Стаффордшир    | Staffordshire       | County of Stafford                      | Staffs Staf      |                                             | 18   | Существует                              |
| Суррей         | Surrey              |                                         | Sy               |                                             | 30   | Существует                              |
| Суссекс        | Sussex              |                                         | Sx, Ssx          |                                             | 13   | Упразднено в 1974                       |
| Суффолк        | Suffolk             |                                         | Suff             |                                             | 12   | Существует                              |
| Уилтшир        | Wiltshire           | County of Wilts                         | Wilts            |                                             | 14   | Существует                              |
| Уорикшир       | Warwickshire        | County of Warwick                       | Warks, War, Warw |                                             | 24   | Существует                              |
| Уэстморленд    | Westmorland         |                                         | Westm            |                                             | 29   | Упразднено в 1974                       |
| Хантингдоншир  | Huntingdonshire     | County of Huntingdon                    | Hunts            |                                             | 37   | Упразднено в 1965                       |
| Хартфордшир    | Hertfordshire       | County of Hertford                      | Herts            |                                             | 35   | Существует                              |
| Херефордшир    | Herefordshire       | County of Hereford                      | Here             |                                             | 27   | Упразднено в 1974, восстановлено в 1998 |
| Шропшир        | Shropshire          | County of Salop                         | Shrops, Salop    |                                             | 16   | Существует                              |
| Чешир          | Cheshire            | County of Chester                       | Ches             | Графство-палатинат                          | 20   | Существует                              |
| Эссекс         | Essex               |                                         |                  |                                             | 10   | Существует                              |

1. ↑  Точные измерения были недоступны до XIX века. Официально зарегистрированные данные по площади были скорректированы в соответствии с новыми данными во время переписи 1861 года, заменив менее надёжные данные, ранее использовавшиеся Генеральным регистратором[англ.]. См. David Fletcher, The Ordnance Survey’s Nineteenth Century Boundary Survey: Context, Characteristics and Impact, Imago Mundi, Vol. 51. (1999), pp. 131—146.